# النهرين (صنعاء القديمة)

تعديل مصدري - تعديل

حارة النهرين هي إحدى حارات مدينة صنعاء القديمة، بلغ تعداد سكانها 1006 نسمة حسب تعداد اليمن لعام 2004.